# Rynek pracy
Rynek pracy – jeden z rynków funkcjonujących w gospodarce obok takich rynków, jak np. rynek produktów, rynek kapitałowy, rynek ziemi, czy też rynek pieniężny. Podobnie jak na innych rynkach, również na rynku pracy występują nabywcy i sprzedawcy, dokonują się akty wymiany oraz są ustalane ceny i rozmiary przeprowadzanych transakcji. Nabywcami na rynku pracy są pracodawcy, natomiast sprzedawcami − pracownicy. To właśnie pracownicy oferują na rynku pracy swoje usługi pracy czy też usługi siły roboczej, na które zgłaszają zapotrzebowanie pracodawcy. Można powiedzieć, że pracodawcy zgłaszają popyt na pracę (oferują miejsca pracy), zaś pracownicy decydują o podaży pracy. W rezultacie konfrontacji popytu na pracę i podaży pracy ustala się jej cena, czyli w tym przypadku płaca.
Rynek pracy jest ogólnie definiowany jako ogół zależnych od instytucji form i procesów najmu pracowników oraz uwarunkowań negocjacyjnych w stosunku do warunków pracy i płacy. Głównymi funkcjami rynku pracy są alokacja i realokacja zasobów ludzkich, zapewniające w długim okresie równowagę między podażą i popytem na pracę.